# BAR 006
A BAR 006 egy Formula–1-es versenyautó, amelyet a British American Racing csapat tervezett és versenyeztetett a 2004-es Formula–1 világbajnokság során. Pilótái Jenson Button és Szató Takuma voltak, a tesztpilóta pedig Anthony Davidson. Ez volt a csapat történetének legsikeresebb autója, 11 dobogós helyezést, egy pole pozíciót, és konstruktőri második helyet értek el vele.

## Áttekintés
2004. február 1-jén mutatták be először a barcelonai tesztek során. Már ekkor látszott, hogy egy gyors konstrukció készült: Button az első nyolc versenyen hatszor dobogóra állhatott, Imolában pedig megszerezte saját és a csapat első pole pozícióját is. Az amerikai nagydíjon Szató is dobogóra állhatott, ami 1990 óta az első japán dobogós helyezés volt. Button az idény további részében még négy dobogót gyűjtött.
A Renault csapatával vívott nagy küzdelemben végül a konstruktőri második hely is meglett, azaz a Ferrarin kívül mindenkit le tudtak győzni. Button bronzérmes lett az egyéni bajnokságban. Ugyan Szatót megbízhatósági problémák hátráltatták, mégis nyolcadik lett az idény végén, ami az addig volt legjobb eredmény japán pilótától.
Az autóból hiányzott a rajtsegédlet és a teljesen automata váltó, mert ezek használatát ebben az évben betiltották.
Anthony Davidson mint tesztpilóta vett részt néhány versenyhétvégén. Az FIA ebben az évben engedélyezte, hogy a tesztpilóták másfajta festést használhassanak a szabadedzéseken. Spanyolországban az autó fekete-fehér színű lett, Olaszországban egy röntgenfelvételre emlékeztetett, melyben a versenyző lába is látszott, Brazíliában pedig Davidson arca lett rá graffiti-szerűen felfújva. Kínában az 555 cigarettamárka népszerűsítése miatt a szerelők és Davidson autója is kék-sárga festést kapott.
Készült még BAR 05 néven egy koncepcióautó, amelyet a holtidényben mutattak be: szürke-fekete festése volt, a hátsó része és a motorja pedig a következő évi autóé.

## Eredmények
(Táblázat értelmezése)

(Félkövér: pole-pozícióból indult; dőlt: leggyorsabb kört futott) 

| Év   | Csapat                 | Motor        | Gumik | Pilóták       | 1   | 2   | 3   | 4   | 5   | 6   | 7   | 8   | 9   | 10  | 11  | 12  | 13  | 14  | 15  | 16  | 17  | 18  | Pontok | Helyezés |
| ---- | ---------------------- | ------------ | ----- | ------------- | --- | --- | --- | --- | --- | --- | --- | --- | --- | --- | --- | --- | --- | --- | --- | --- | --- | --- | ------ | -------- |
| 2004 | Lucky Strike BAR Honda | Honda RA004E | M     |               | AUS | MAL | BHR | SMR | ESP | MON | EUR | CAN | USA | FRA | GBR | GER | HUN | BEL | ITA | CHN | JPN | BRA | 119    | 2.       |
| 2004 | Lucky Strike BAR Honda | Honda RA004E | M     | Jenson Button | 6   | 3   | 3   | 2   | 8   | 2   | 3   | 3   | KI  | 5   | 4   | 2   | 5   | KI  | 3   | 2   | 3   | KI  | 119    | 2.       |
| 2004 | Lucky Strike BAR Honda | Honda RA004E | M     | Szató Takuma  | 9   | 15† | 5   | 16† | 5   | KI  | KI  | KI  | 3   | KI  | 11  | 8   | 6   | KI  | 4   | 6   | 4   | 6   | 119    | 2.       |

† - nem fejezte be a futamot, de rangsorolták

## Forráshivatkozások
1. ↑  Autoweek: FIA makes massive changes to F1; several technological enhancements banned (amerikai angol nyelven). Autoweek, 2003. január 14. (Hozzáférés: 2022. március 3.)
2. ↑  New look for BAR (angol nyelven). us.motorsport.com. (Hozzáférés: 2022. március 3.)
3. ↑  https://www.f1network.net/main/s169/st60269.htm
4. ↑  New look for BAR in China (angol nyelven). us.motorsport.com. [2021. november 30-i dátummal az eredetiből archiválva]. (Hozzáférés: 2022. március 3.)
5. ↑  BAR concept car ready for testing (angol nyelven). us.motorsport.com. (Hozzáférés: 2022. március 3.)

## Fordítás
Ez a szócikk részben vagy egészben  a   BAR 006 című angol Wikipédia-szócikk ezen változatának fordításán alapul.  Az eredeti cikk szerkesztőit annak laptörténete sorolja fel. Ez a jelzés csupán a megfogalmazás eredetét és a szerzői jogokat jelzi, nem szolgál a cikkben szereplő információk forrásmegjelöléseként.